# 布伦丹·克里斯蒂安
布伦丹·克里斯蒂安（英語：Brendan Christian，1983年12月11日—），安提瓜和巴布達田徑運動員，曾代表國家參加2012年倫敦奧運的田徑男子200米比賽，並未獲得獎牌。他曾獲得2007年泛美運動會200公尺金牌。

## 外部連結
- 布伦丹·克里斯蒂安在的頁面